# Puzieux (Vosges)
Puzieux ([pyzˈjø] ) ist eine französische Gemeinde mit 145 Einwohnern (Stand: 1. Januar 2022) im Département Vosges in der Region Grand Est (bis 2015 Lothringen). Sie gehört zum Arrondissement Neufchâteau (bis 2024 Épinal) und ist Mitglied im Gemeindeverband Communauté de communes de Mirecourt Dompaire. Die Bewohner werden Putéoliens und Putéoliennes oder Putélovissiens und Putélovissiennes genannt.

## Geografie
Puzieux liegt 40 Kilometer südlich von Nancy auf einer Höhe zwischen 268 und 345 m über dem Meeresspiegel. Das Gemeindegebiet umfasst 5,42 km².
Nachbargemeinden von Puzieux sind Frenelle-la-Grande im Norden, Ambacourt im Nordosten, Poussay im Osten und Südosten, Ramecourt im Süden, Domvallier im Südwesten, Juvaincourt im Westen sowie Frenelle-la-Petite im Nordwesten.

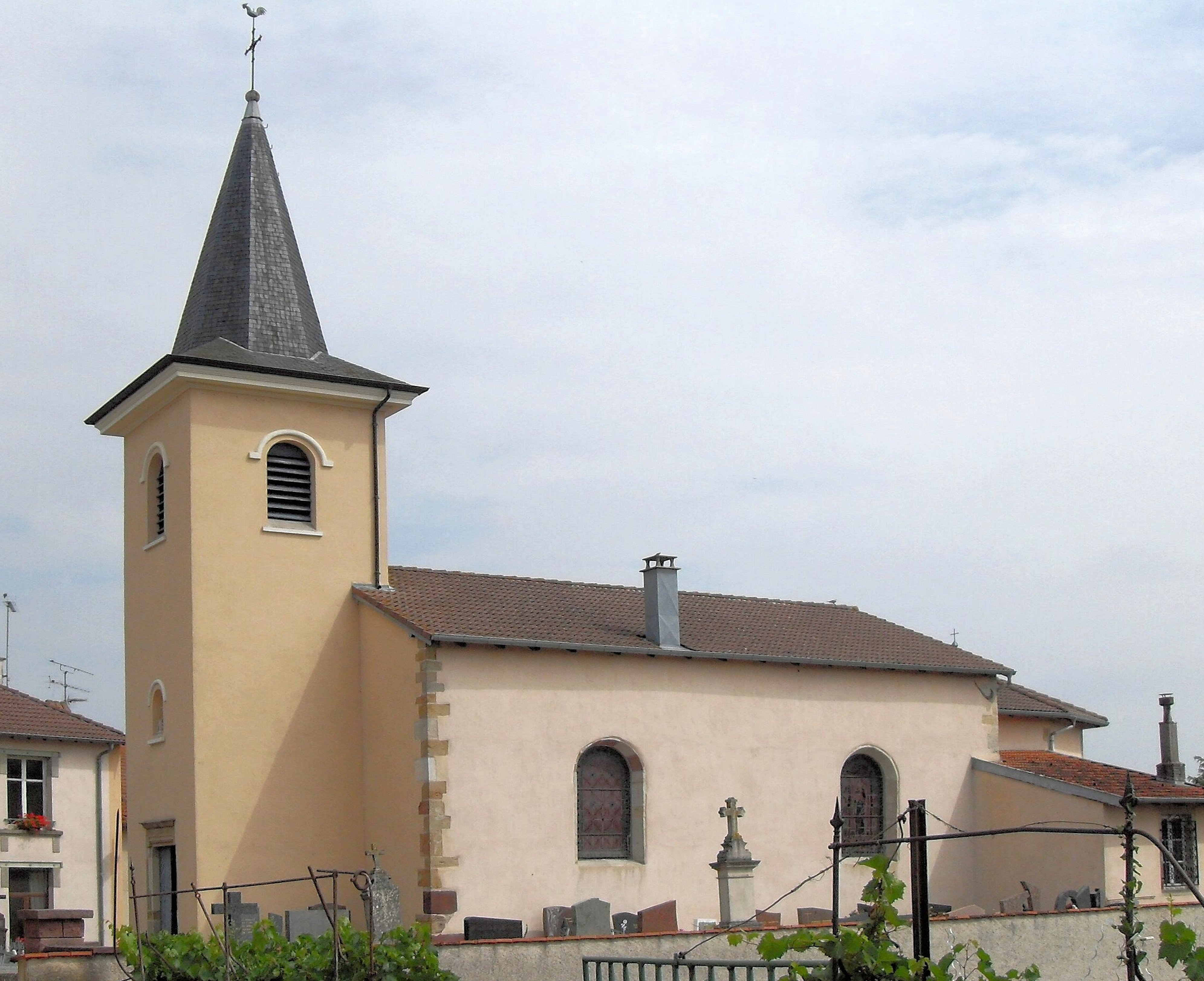
Kirche Saint-Rémy
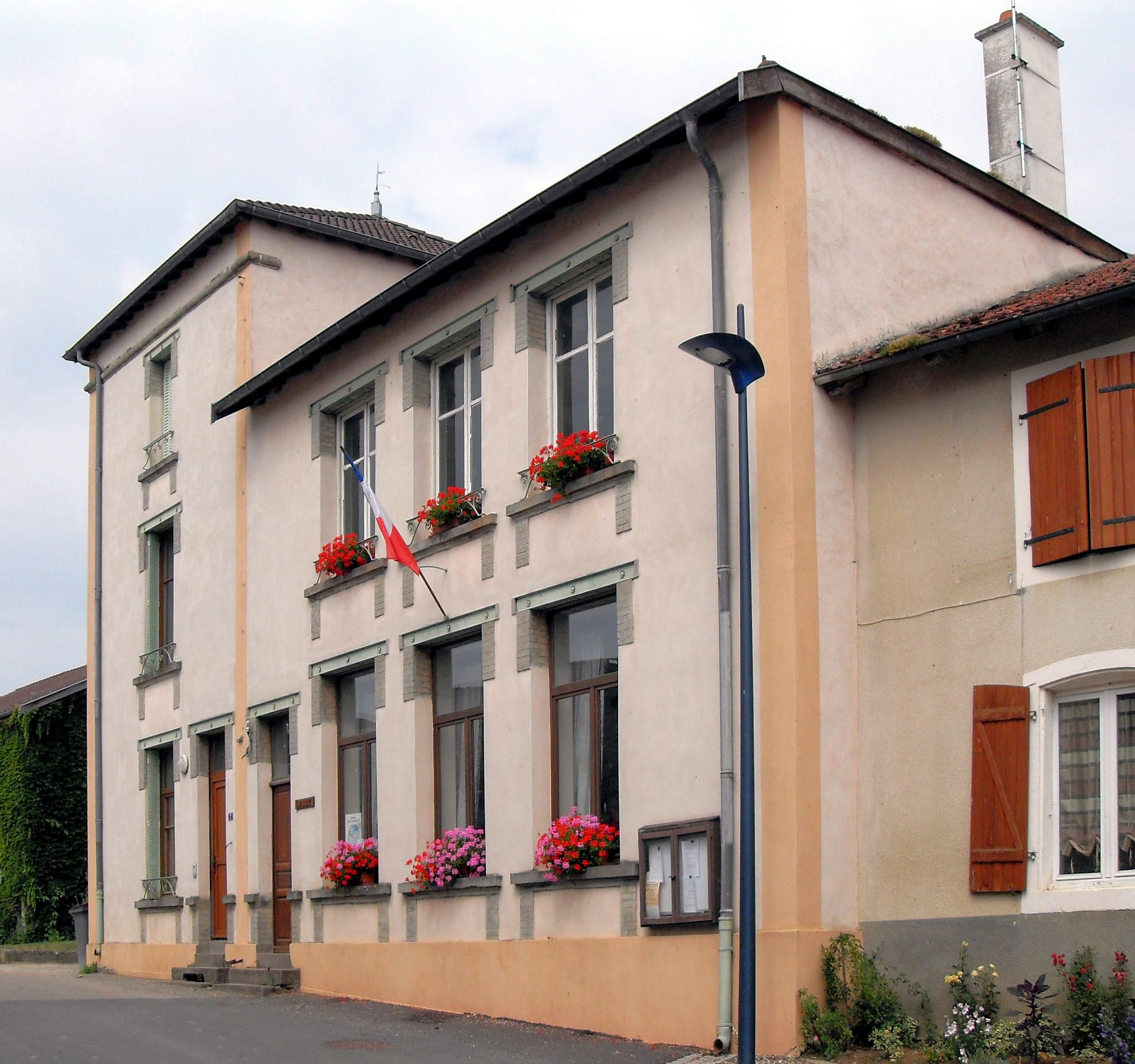
Rathaus
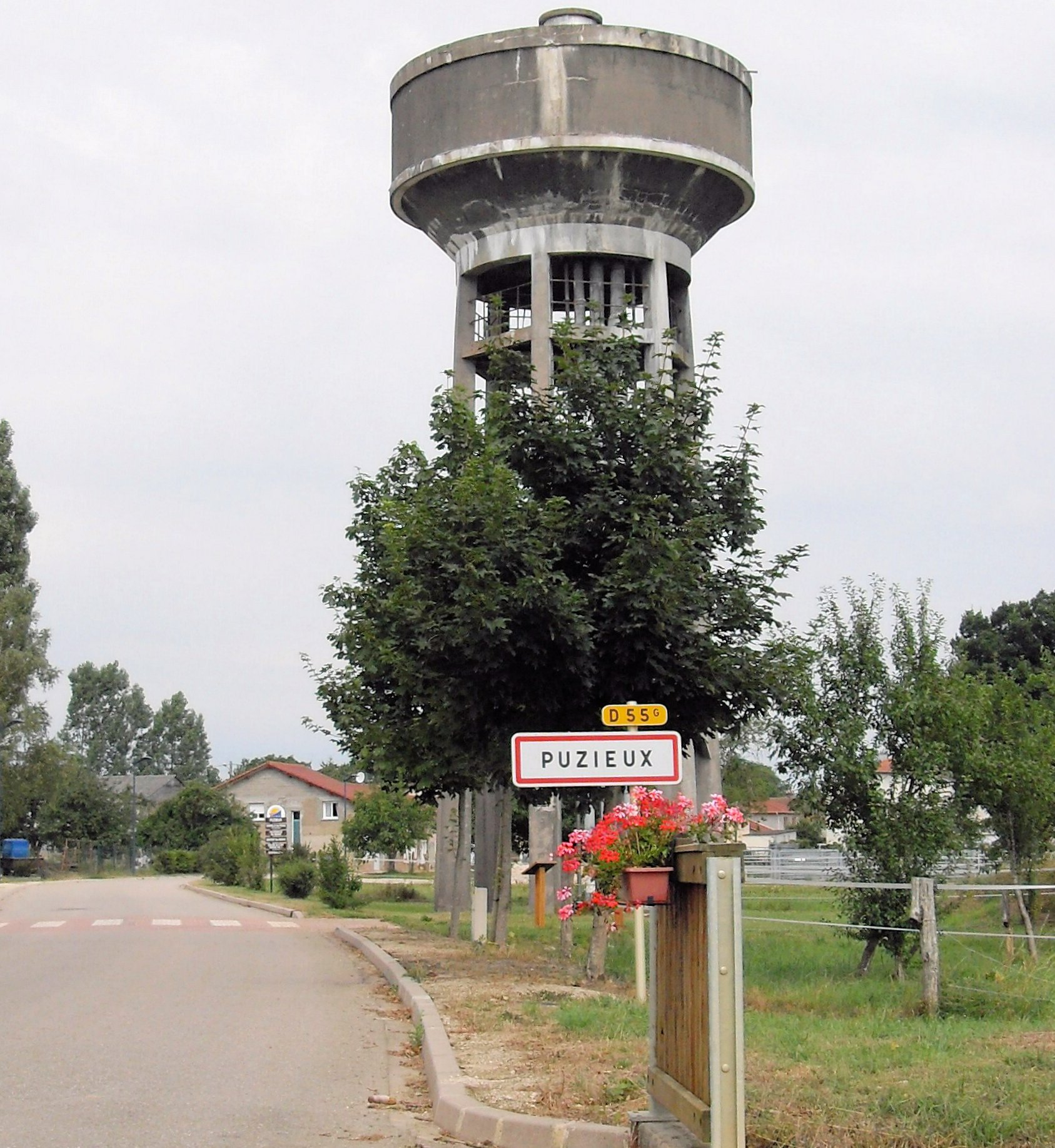
Ehemaliger Wasserturm

## Bevölkerungsentwicklung
| Jahr      | 1962 | 1968 | 1975 | 1982 | 1990 | 1999 | 2007 | 2013 |
| Einwohner | 149  | 145  | 125  | 154  | 143  | 134  | 157  | 157  |

## Sehenswürdigkeiten

Kapelle Sainte-Menne
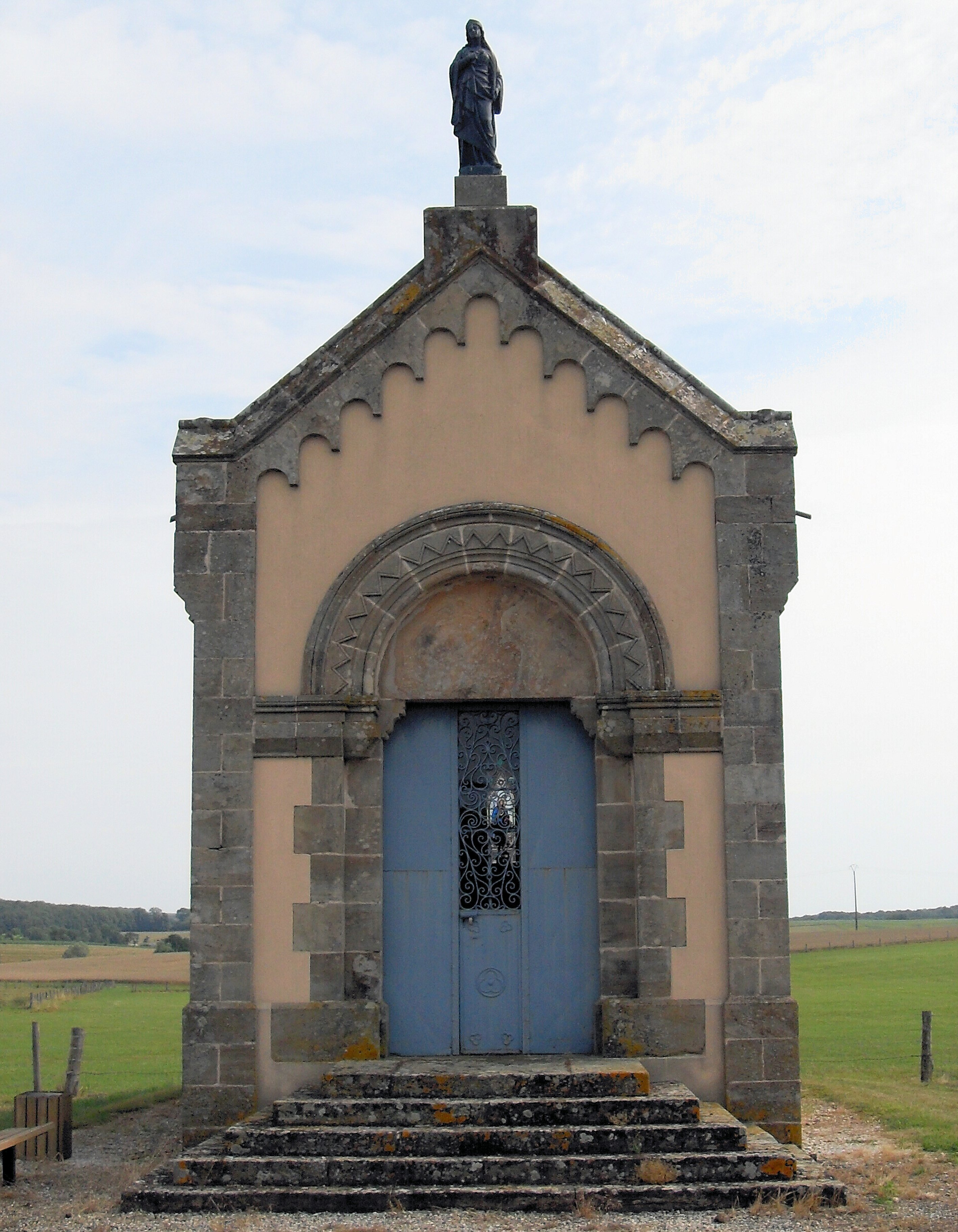
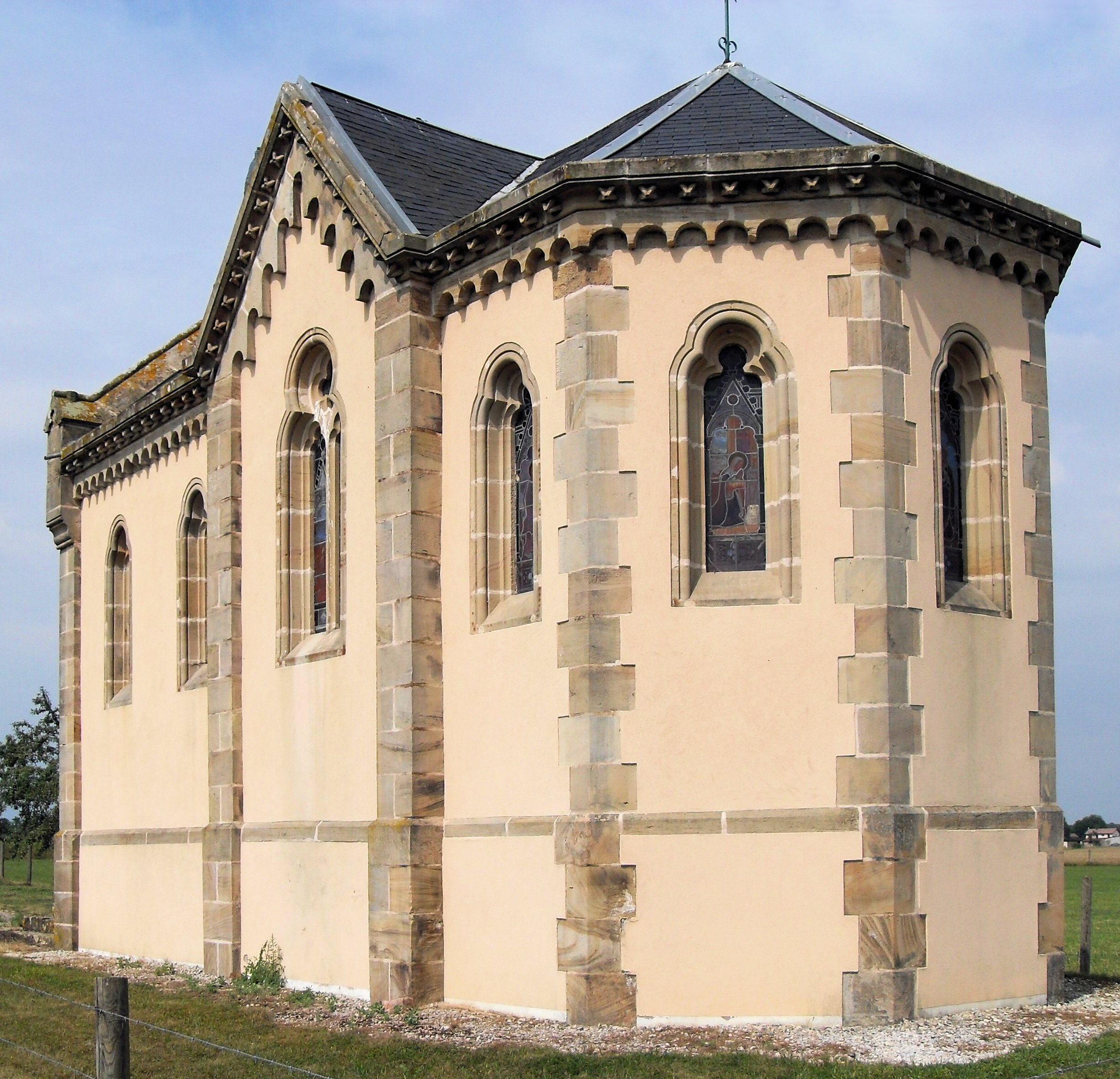